# Beko
 (février 2025).
Beko est une marque turque d’appareils électroménagers fondée en 1955.

## Historique

Logo jusqu'en septembre 2014

Créée en 1955, la marque Beko est d’origine turque et est aujourd’hui présente dans plus de 100 pays. Le nom de Beko vient de la combinaison des deux premières lettres du nom des créateurs : Bejerano et Koç, les fondateurs du groupe. 
Après des débuts difficiles à l'international au début des années 90, Beko devient en 2017 la deuxième marque en volume de vente en Europe sur le gros électroménager. En 2012, il s'est vendu 4,2 millions d’appareils Beko uniquement en Europe. Aujourd'hui, Beko est la 2e marque du marché de l'Europe de l'Ouest.

## Beko France

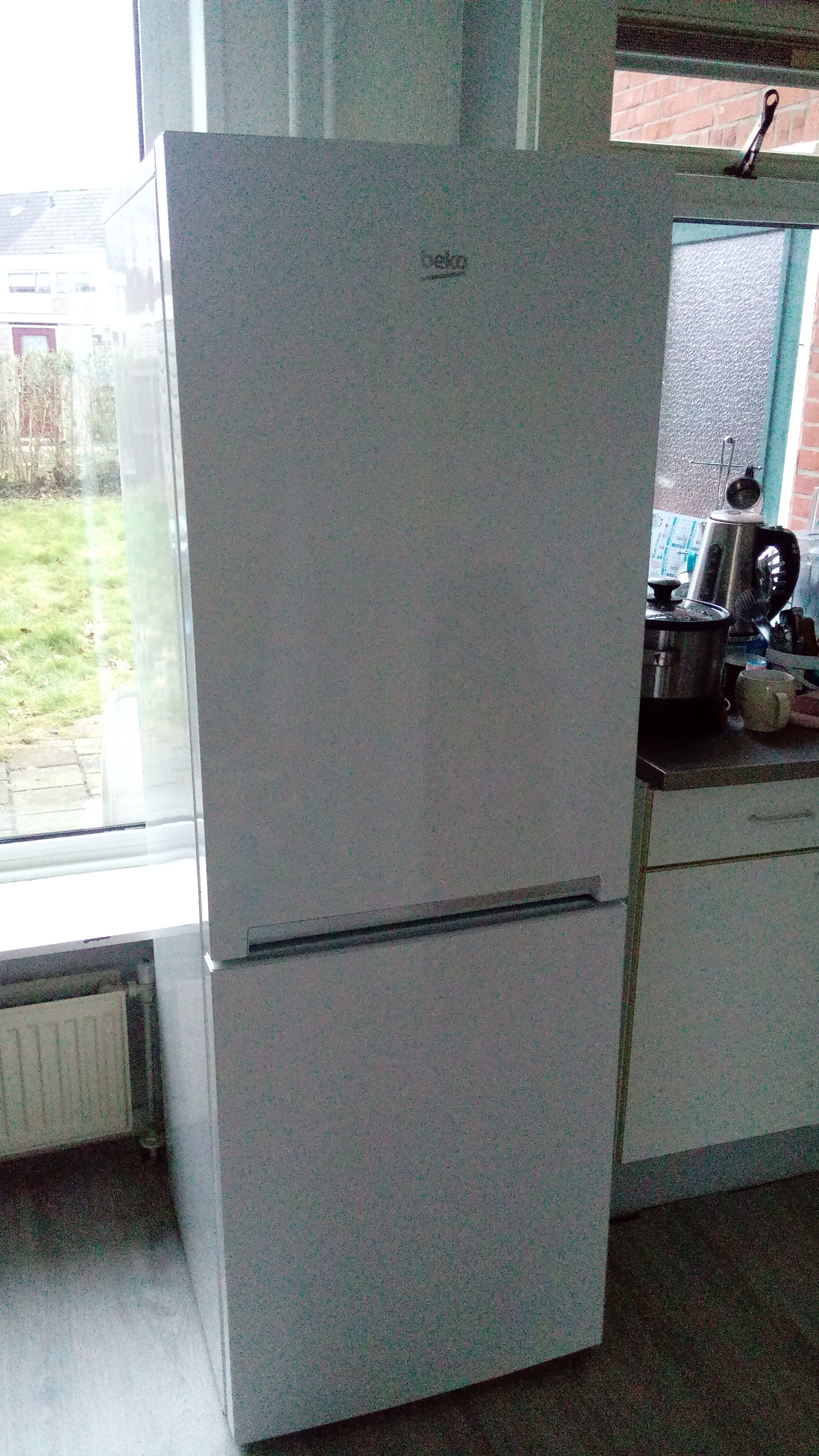
Un Réfrigérateur Beko.

Présente en France depuis 1988, la marque démarre en 1992 la commercialisation de ses produits électroménagers en pose libre et de téléviseurs sous l’égide de Beko France, filiale française du groupe Arçelik.
En 2007, Beko lance pour la première fois une gamme d’appareils électroménagers encastrables en France. En janvier 2008, Beko France intègre son propre service après-vente : Beko France Services. En 2012, Beko a commercialisé plus de 700 000 appareils électroménagers en France.

## Communication
Beko sponsorise des émissions TV et le monde du sport :
- émissions de M6 : Nouvelle Star (2008-2010), Top Chef (2011-2013)[5] ;
- équipes sportives :
  - basketball avec les Eurobasket de 2009, 2011,2013 et 2015 ainsi que les Championnats du monde 2010 et 2014,
  - football : Beko est partenaire officiel du Beşiktaş JK et du FC Barcelone depuis juin 2014[6].